# Alger (Washington)
Alger è un centro abitato (census-designated place) dello Stato di Washington negli Stati Uniti d'America.
Alger è situato nella Contea di Skagit. Nel censimento 2010 aveva 403 abitanti.

## Società

### Evoluzione demografica
A partire dal censimento del 2000 c'erano 89 persone, 35 famiglie, e 24 famiglie che risiedono nel CDP. La densità di popolazione è bassa (19,2/km²).
Nel CDP la distribuzione per età della popolazione mostra del 21,3% sotto l'età di 18, il 12,4% che ha un'età compresa tra i 18 e i 24 anni, il 24,7% che ha un'età tra i 25 e 44 anni, e il 41,5% di persone con più di 45 anni di vita. Per ogni 100 femmine ci sono 107,0 maschi. Per ogni 100 femmine di età 18 e oltre, c'erano 118,8 maschi.